# كوكوبونجي (توتشيغي)
كوكوبونجي (باليابانية:国分寺町؛ وتلفظ: كوكوبونجي-تشو) هي بلدة تقع في مقاطعة شيموتسوغا، محافظة توشيغي في اليابان.
مساحتها (20.8 كلم2) وعدد سكانها عام 2003، بلغ (17,373 نسمة) بكثافة سكانية تصل إلى (835.24 شخص/كلم2).
في 10 يناير 2006، تم دمج بلدة كوكوبونجي وبلدة ميناميكاواتشي (من مقاطعة كاواتشي) وبلدة إيشيباشي (من مقاطعة شيموتسوغا) معاً وتكوين مدينة جديدة باسم شيموتسوكي.

## اقرأ ايضاً
- مدن اليابان
- مدن اليابان الخاصة
- مقاطعات اليابان
- معبد محلي (اليابان)

## روابط خارجية
- الموقع الرسمي لمدينة شيموتسوكي (باللغة اليابانية).